# Mango Airlines
Mango Airlines SOC Ltd, được biết đến như Mango, là một hãng hàng không chi phí thấp của nhà nước Nam Phi, được thành lập vào năm 2006 làm một công ty con của South African Airways, cung cấp dịch vụ bay chi phí thấp trong nước. Hãng có cơ sở tại sân bay quốc tế OR Tambo ở Johannesburg.
Mango khai trương vào ngày 30 tháng 10 năm 2006, việc đặt sẽ được bán vào lúc nửa đêm cùng ngày. Chuyến bay đầu tiên của Mango diễn ra vào ngày 15 tháng 11 năm 2006. Là một hãng hàng không chi phí thấp, hãng sử dụng một loại máy bay cho đội tàu bay của mình. Hãng vận hành tám máy bay Boeing 737-800. Mỗi chiếc máy bay có 186 ghế với các tuyến bay giữa Johannesburg và Cape Town, Johannesburg và Port Elizabeth, Durban và Cape Town, Port Elizabeth và Cape Town cũng như Lanseria và Cape Town và Bloemfontein và Johannesburg.